# Cancelliere grande
Nella Repubblica di Venezia quella di Cancellier Grande o, in veneziano, Cancellier Grando (equivalente di "Gran Cancelliere") era la carica spettante al capo della burocrazia statale e massimo rango cui potessero aspirare i cittadini non patrizi, dei quali egli si poteva considerare il capo, così come rispetto ai patrizi lo era il Doge.

## Storia e funzioni
In onore il Cancellier Grando era secondo solo al Doge, ai suoi Consiglieri e ai Procuratori di San Marco, era eletto dal Maggior Consiglio con carica vitalizia e diritto ai medesimi trattamenti riservati ai membri del patriziato, ad esclusione del voto nelle assemblee. Così come il Doge aveva diritto all'appellativo di "Eccellenza" e alla veste di porpora. Alla sua morte venivano celebrati imponenti funerali di Stato, uguali al Doge o al Patriarca di Venezia.

La carica venne istituita nel 1268 come compenso ad una tassa sulle granaglie che aveva provocato tumulti e rivolte tra cittadini e popolo.
Dal Cancellier Grando dipendevano il Reggente e il Vice-Reggente della Cancelleria Ducale ed i Segretari della stessa. Questa venne poi divisa nel 1402 in due sezioni:
1. la Cancelleria Ducale propriamente detta, principale archivio degli atti dello Stato veneziano, ;
2. la Cancelleria Segreta, sezione della cancelleria nella quale venivano conservati gli atti riservati.

A partire dal 1462 la Cancelleria Ducale e la Cancelleria Segreta vennero direttamente sottoposte alla sorveglianza dei Dieci, mentre solo dal 1601 alla sovrintendenza della Cancelleria Segreta venne deputato un senatore, in sottordine del quale passò il Cancellier Grande.

Erano invece estranei all'amministrazione del cancelliere gli archivi del Consiglio dei Dieci, del Supremo Tribunale della Quarantia e gli atti conservati presso le singole magistrature. La Cancelleria Inferiore era invece retta da due Cancellieri Inferiori, dai gastaldi ducali e, dal 1472, dal Sopragastaldo.
Al Cancellier Grande spettava la proclamazione delle elezioni in seno ai consigli e, dal 1411, la compilazione degli elenchi fora papalistas, cioè dei patrizi che dovevano essere esclusi dalle votazioni inerenti questioni sulla religione e sul papato. Gli spettava, inoltre, la nomina dei notai, il cui Collegio egli presiedeva insieme coi due Cancellieri Inferiori. Egli era infine il solo possessore delle chiavi di uno speciale armadio della Segreta in cui venivano custoditi i trattati con le potenze straniere.

## Lista dei Cancellieri Grandi
- Corrado Ducato dal 13 luglio 1268
- Tanto de Tanti dal 20 marzo 1281
- Jacopo Bertoldi dal 10 settembre 1314
- Nicolò Pistorino dal 25 aprile 1323
- Benintendi Ravagnani dal 1º luglio 1352
- Raffaello Caresini dal 25 giugno 1365
- Pietro Rossi dall'11 settembre 1390
- Desiderato Lucio dal 10 gennaio 1394
- Giovanni Vito dal 23 aprile 1396
- Nicolò Ghirardi dall'8 maggio 1402
- Giovanni Piumazzo dal 12 luglio 1405
- Francesco Bevazzano dal 28 giugno 1428
- Francesco della Siega dal 18 novembre 1439
- Alessandro dalle Fornaci dal 19 agosto 1470
- Febo Cappella dal 20 maggio 1480
- Luigi Dardani dal 22 dicembre 1510
- Francesco Fasolo dal 23 marzo 1511
- Giampietro Stella dal 26 gennaio 1516
- Nicolò Aurelio dal 22 agosto 1523
- Girolamo Dedo dal 17 luglio 1524
- Andrea de Franceschi dal 17 settembre 1529
- Lorenzo Rocca dal 20 gennaio 1551
- Francesco Ottobon dal 19 aprile 1559
- Andrea Frizier dal 25 dicembre 1575
- Giovanni Formenti dall'8 gennaio 1580
- Andrea Suriano dall'20 gennaio 1586
- Domenico de Vico dal 17 maggio 1595
- Francesco Girardi dal 15 febbraio 1604
- Bonifaccio Antelami dal 30 maggio 1605
- Leonardo Ottoboni dal 14 novembre 1610
- Giovambattista Padavino dal 15 novembre 1630
- Marco Ottoboni dal 25 maggio 1639
- Marcantonio Businello dal 1º settembre 1646
- Agostino Vianoli dal 12 maggio 1651
- Giovambattista Ballarin dal 15 novembre 1660
- Domenico Ballarin dal 14 novembre 1666
- Pietro Businello dal 1º novembre 1698
- Giovambattista Nicolosi dall'8 agosto 1713
- Angelo Zon dal 28 giugno 1717
- Giovanni Maria Vincenti dal 16 febbraio 1726
- Giovanni Domenico Imberti dal 24 febbraio 1745
- Orazio Bertolini dall'8 maggio 1746
- Giovanni Colombo dal 18 dicembre 1766
- Giovan Girolamo Zuccato dall'8 marzo 1772
- Giovanni Antonio Gabrieli dal 7 giugno 1784 alla caduta della Repubblica di Venezia il 12 maggio 1797